# Temple de Sangri
El Temple de Sangri (també Temple de Demèter de Sangri) és un temple grec arcaic tardà de l'illa de Naxos, del grup de les Cíclades, al corredor de Gyroulas, a 1,5 km al sud de Sangri (grec: Σαγκρί). El temple es construí al voltant de l'any 530 abans de la nostra era, i és un dels primers temples grecs d'ordre jònic. Es va fer amb marbre de Naxos.

## Història de la recerca
El temple fou investigat per Nikolaos Kondoleon el 1949; després al 1976 i 1985 sota la direcció de Vassilis Lambrinoudakis i Gottfried Gruben per personal de la Universitat d'Atenes i de la Universitat Tècnica de Múnic. Es dugué a terme una restauració parcial i a l'agost del 2001 s'inaugurà un petit museu adjacent. Encara està pendent la publicació final de la recerca.

## Estructura
El temple presenta moltes característiques inusuals. La planta, per exemple, és quasi quadrada, de 13,29 x 12,73 m, mentre que els temples grecs, sobretot els de la primera època, són allargats. La façana s'orienta al sud, en lloc de l'est, com és habitual. El temple s'eleva sense una estructura esglaonada, el crepidoma, només sobre la euthynteria, que també forma l'estilòbat de les columnes.

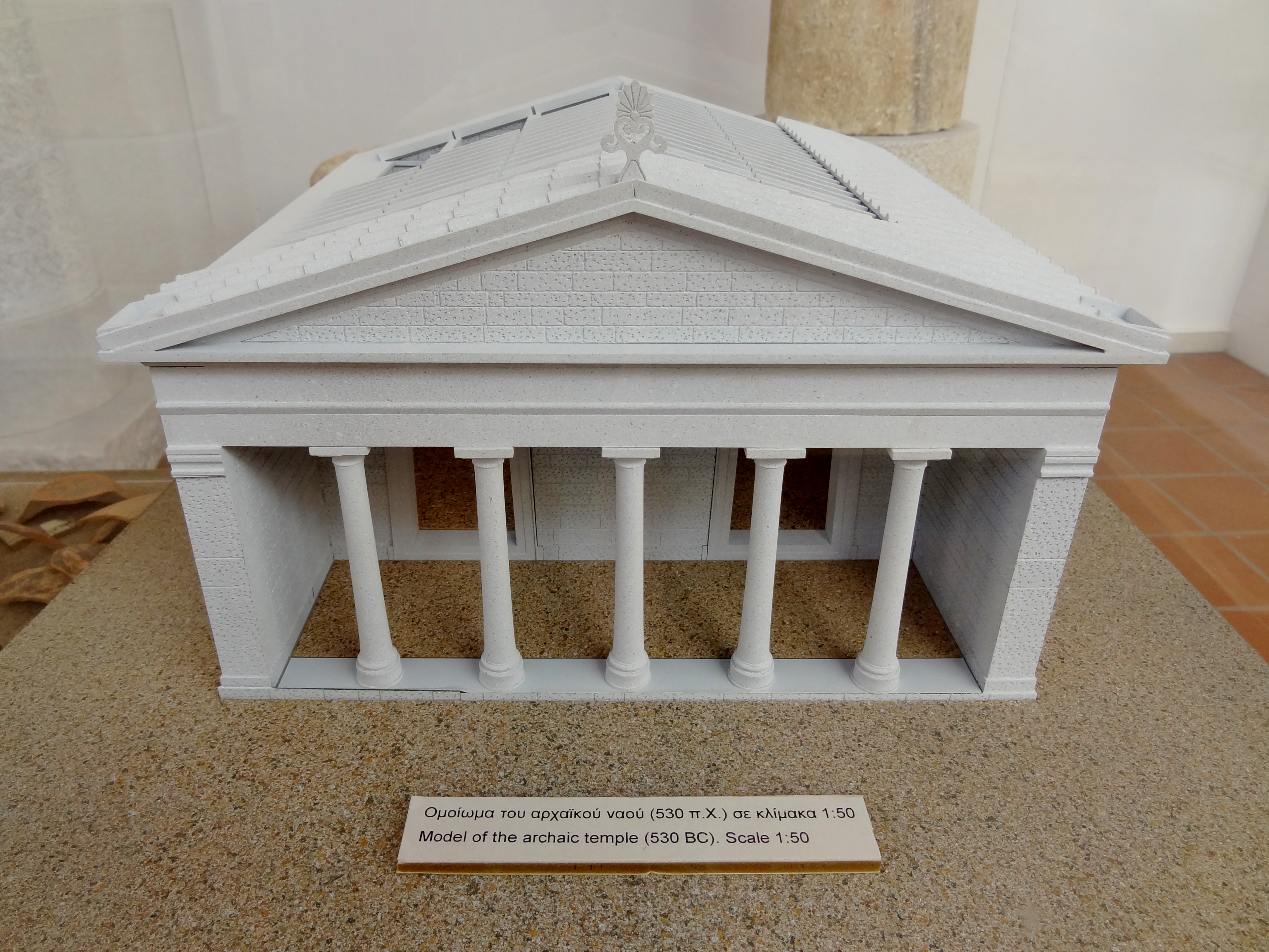
Maqueta del temple

La façana tenia cinc columnes en antae. Els fusts llisos de les columnes descansaven sobre bases de disseny provinent de Samos, tot i sense estries. De manera prou inusual, els fusts mostren una lleu esquerda a mesura que augmenta l'alçada de la columna, mentre que les columnes d'època arcaica i clàssica solen presentar un lleu abombament del fust, l'èntasi. Els capitells finals amb corones de fulles no estaven esculpits, l'ornament estava simplement pintat, mentre que l'àbac següent estava decorat amb una banda.
En l'arquitrau llis, ocult pels plafons de la façana, es trobaven els caps de les bigues frontals del sostre de marbre més antic conegut de l'arquitectura antiga, que contenia el pronaos espacialment contigu. Set bigues de quasi quatre metres de llarg formaven la subestructura d'aquest sostre. Totes les bigues es corbaven 2 cm cap amunt, la qual cosa es traslladà a tots els següents elements estructurals del sostre i forma part de la curvatura que recorre l'edifici.(6)
Dues portes corresponents al segon i cinqué intercolumni de la columna frontal donaven accés a la naos. Els marcs de les portes estaven decorats amb bandes revestides de perles treballades toscament; els llindars tenien un cimaci pintat, mentre que la llinda s'havia deixat llisa.(6)
La naos es dividia en dos transseptes per cinc columnes que travessaven la sala. Es corresponien amb les columnes de la façana. Les columnes de dins, que augmentaven l'alçada de 5,40 m a 6,46 m cap al centre de la sala, tenien el mateix diàmetre inferior de columna de 50 cm, malgrat les diferents dimensions, ultrapassant així totes les regles de proporció arcaiques. En realitat, s'haurien de considerar pilars redons. El mateix que les columnes frontals, recolzaven sobre bases llises de Samos, però sense toroide. Duien les corretges de marbre d'una teulada a dues aigües, d'uns 4 m de longitud, fins a la paret frontal i posterior. Sobre les corretges descansaven bigues de marbre d'uns 2 m de longitud i només 20 cm d'alçada, cobertes amb teules de marbre. La llum natural penetrava difusament a dins a través de les teules de 2 a 4 cm de gruix, fins i tot quan les portes de la naos eren tancades.

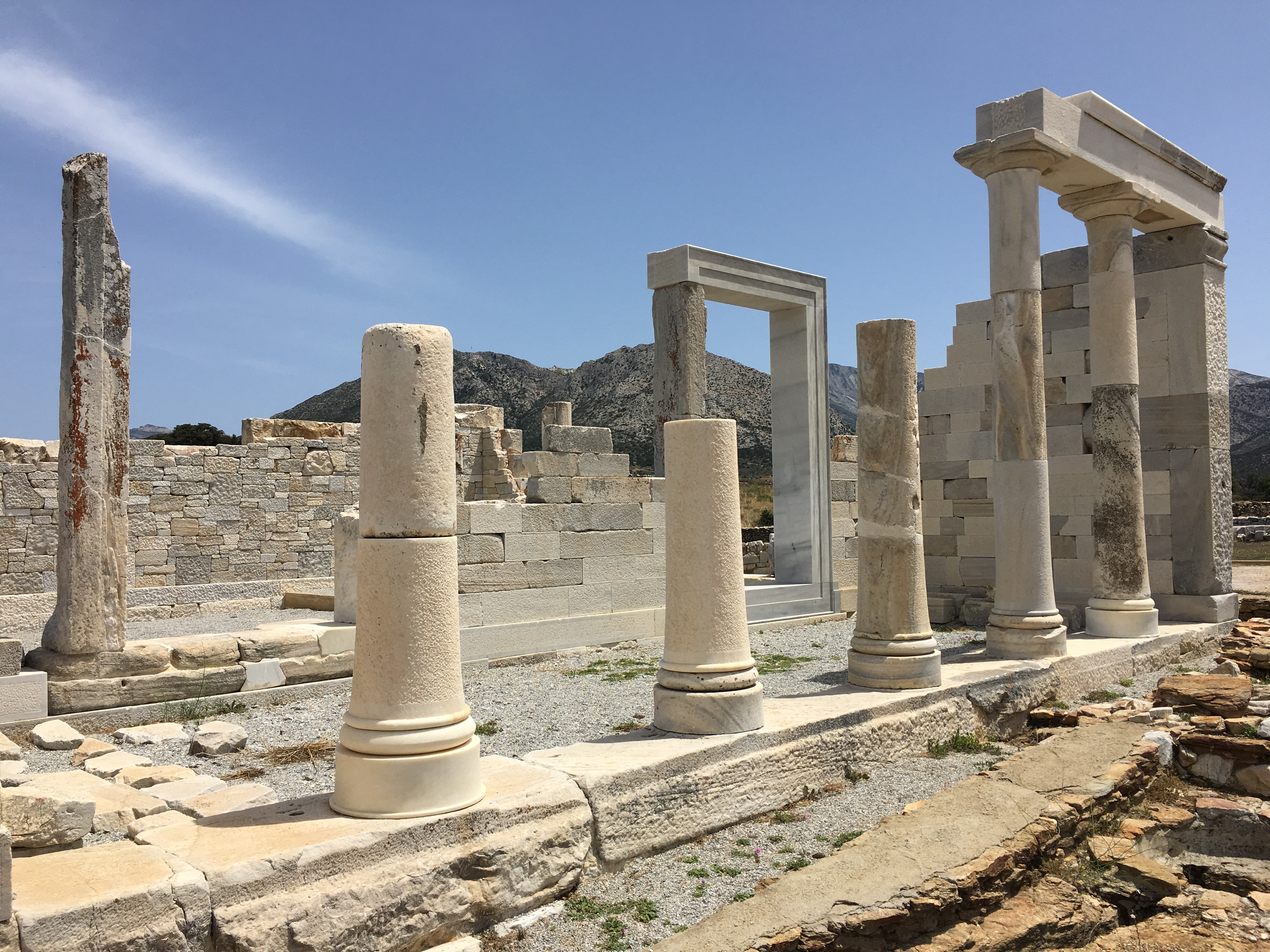
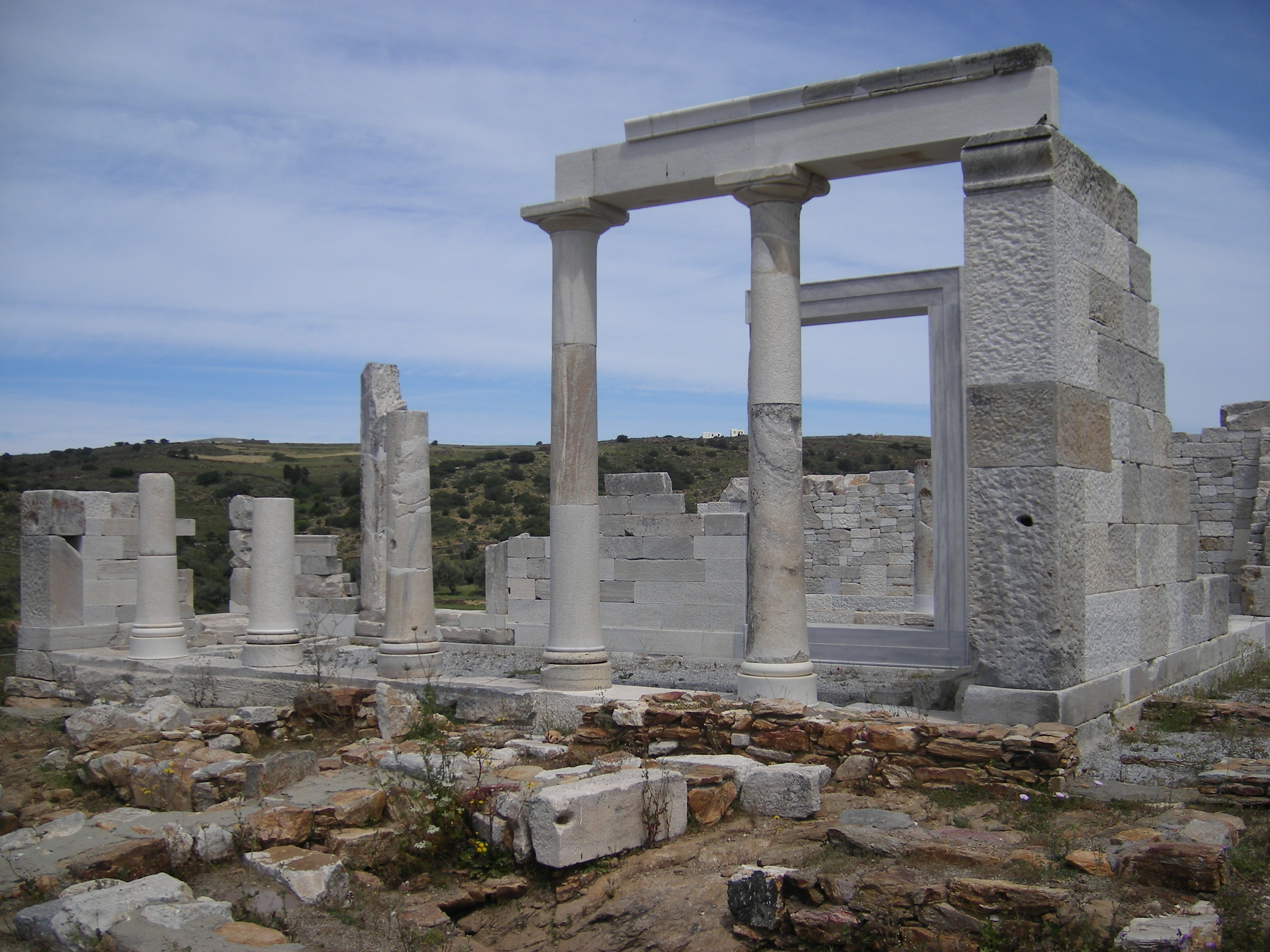
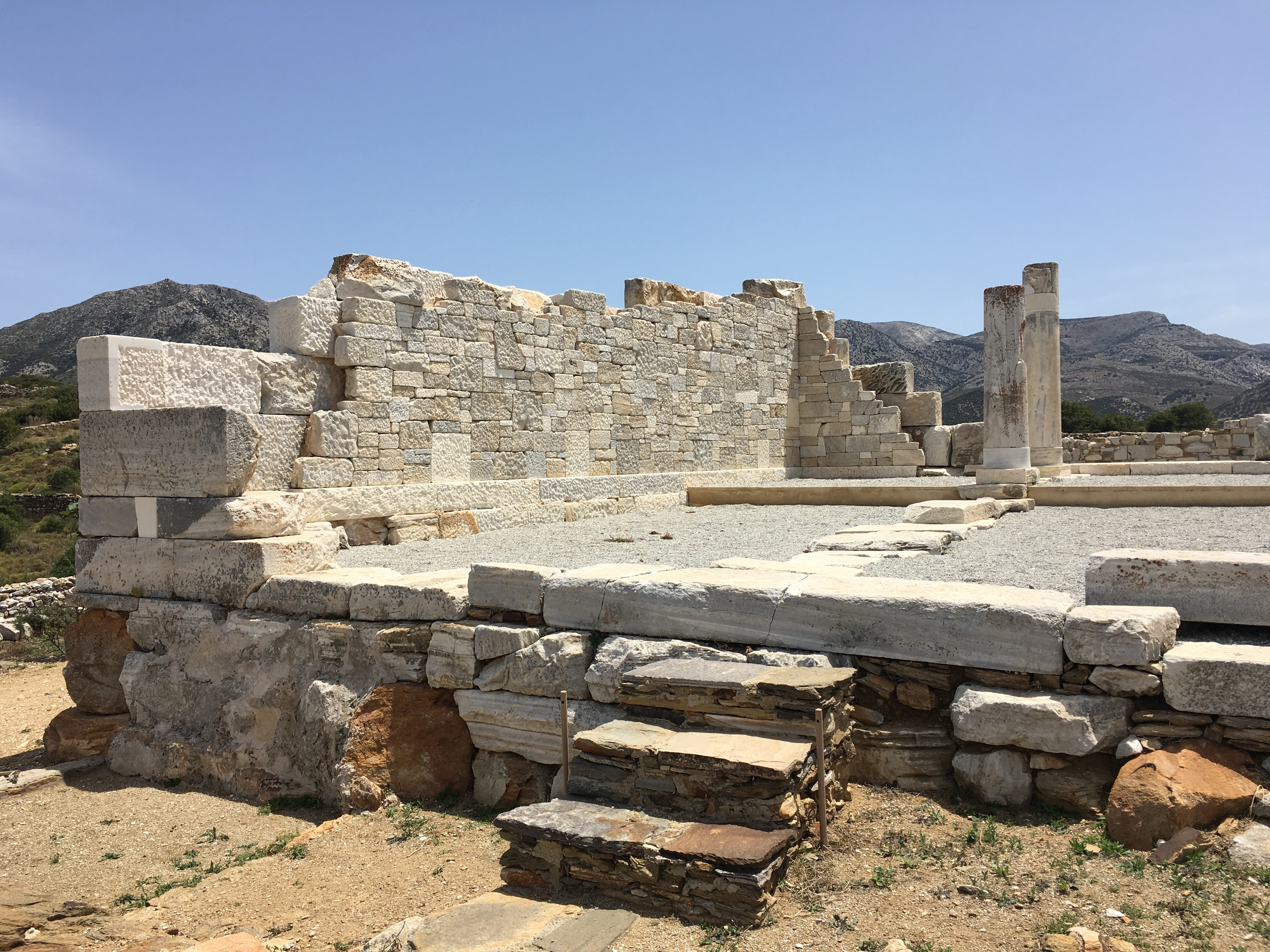
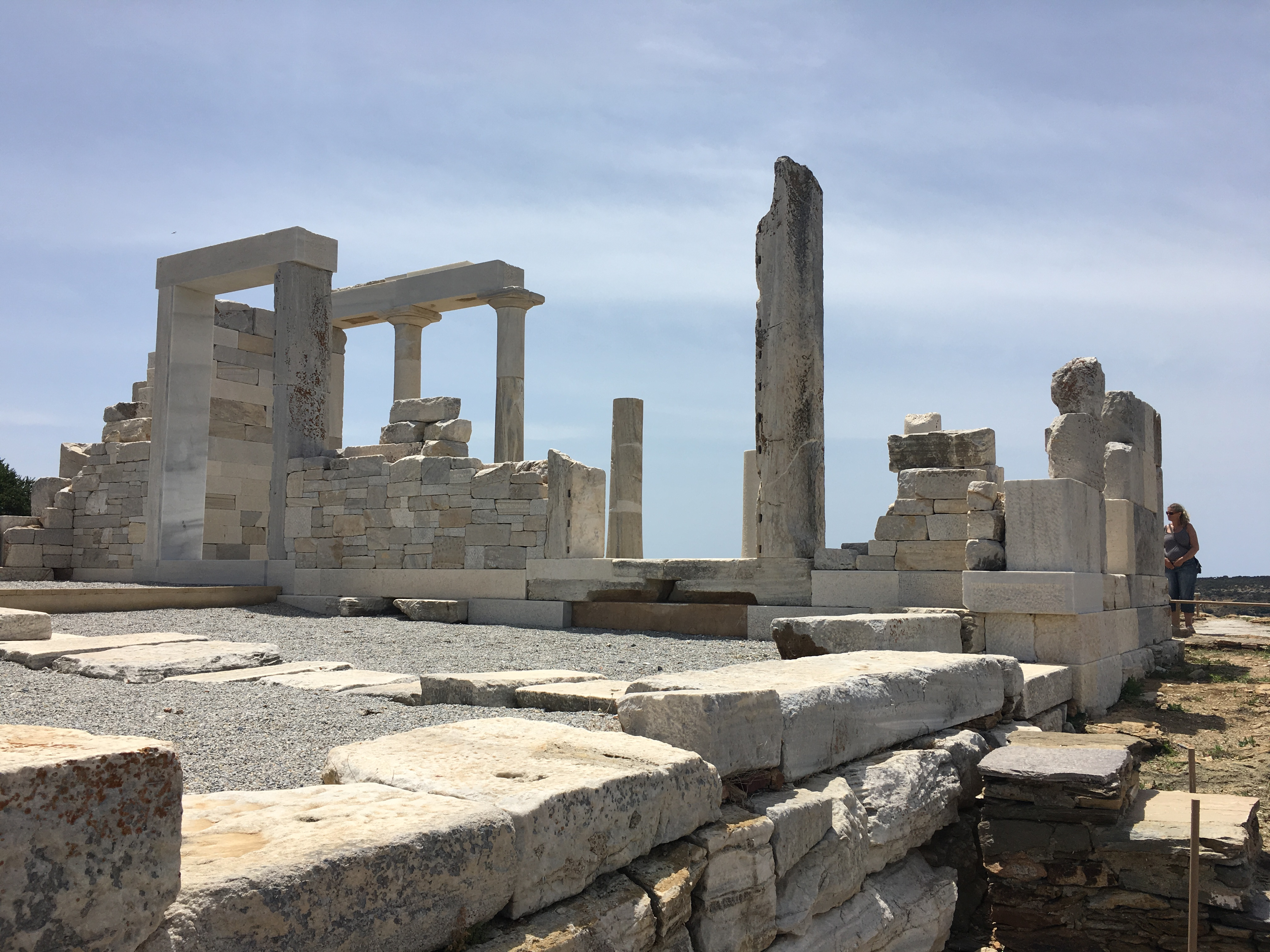

Resulta impressionant que tot l'edifici, que es construí només amb peces de marbre, estiga completament cobert per una curvatura, per a la qual cada element s'hagué de fabricar individualment. Aquest tipus de fabricació facilita la reconstrucció, ja que, després d'un mesurament exacte, es pot determinar la posició originària d'un gran nombre dels aproximadament 1.600 components conservats.

## Història
El temple va ser construït cap a l'any 530 ae, en un santuari probablement dedicat a Demèter, possiblement amb Persèfone, segons les troballes. A causa d'això, i també per la seua forma inusual, el temple és repetidament anomenat telesterion. També, però, hi ha referències a un culte a Apol·lo en el lloc. En el segle VI, el temple va ser demolit en gran part i es va construir amb les seues pedres una basílica cristiana de tres naus.(10)